# Ventana de lanzamiento
Se denomina ventana de lanzamiento al periodo de tiempo, generalmente acotado entre dos fechas, en el que es posible realizar el lanzamiento de un cohete espacial, para garantizar que se alcance el objetivo satisfactoriamente.
Previo al lanzamiento, y considerando todas las variables astronómicas, junto con la masa y propulsión del cohete, y la sonda o vehículo a ser lanzado, se calculan con toda precisión la trayectoria de vuelo, y la necesidad de encender o apagar los cohetes o toberas en determinados momentos. Sobre la base de esos cálculos, se determina las fechas de la ventana de lanzamiento.
Entre las variables para el cálculo están las variables astronómicas, es decir el movimiento del o los cuerpos por lo que tiene que pasar o llegar la sonda, vehículo espacial o proyectil, junto con los movimientos de la tierra, que es desde donde será el lanzamiento. Otra variable es la cantidad de combustible a disposición para cambiar la trayectoria, o para aumentar o disminuir la velocidad.
Si se pierde una ventana de lanzamiento, es decir si el lanzamiento se retrasa por algún motivo hasta sobrepasar el momento final de la ventana, es necesario esperar a la próxima ventana, que dependiendo del objetivo, puede ser varios años después.
Por ejemplo, para enviar una sonda espacial a Marte, la ventana está acotada entre las fechas en las que las posiciones relativas de la Tierra y Marte permiten que la trayectoria de vuelo sea suficientemente corta, es decir, cuando ambos planetas están en el mismo lado del sol.